# 透明的红萝卜
《透明的紅蘿蔔》，是莫言的短篇小說集，收錄八篇作品，是莫言的成名作。

## 目次
- 〈大風〉
- 〈白狗鞦韆架〉
- 〈民間音樂〉
- 〈三匹馬〉
- 〈枯河〉
- 〈秋水〉
- 〈透明的紅蘿蔔〉
- 〈爆炸〉